# Fernando Illescas
Fernando Illescas (Chihuahua, Chihuahua; 1 de junio de 1999) es un futbolista mexicano, juega como delantero y su equipo actual es el Atlético La Paz de la Liga de Expansión MX.

## Inicios
Tuvo sus inicios en 2013 con la sub-15 de Lobos BUAP, también estuvo como seleccionado en la selección de la segunda división, de 2016 a 2018 estuvo en las básicas del América.

### Club Necaxa
En 2018 llega al Necaxa, debutando en copa el 14 de agosto de 2018 ante Tampico Madero.

### Club de Fútbol Cruz Azul Sub-20
Llegaría para el Clausura 2020 al equipo cementero, aunque solo estaría en el equipo sub-20 y durando solo 6 meses.

### Celaya Fútbol Club
Llegaría casi de inmediato al equipo de los toros, en donde se reencontraría con el que fuera su entrenador en el equipo sub-20 de Cruz Azul Israel Hernández Pat. Con los toros se volvió uno de los jugadores más importantes del equipo y de los más destacados de la liga.

### Mazatlán Fútbol Club
En junio de 2022 llegó a Mazatlán FC. Debutó en primera división el 18 de julio de 2022, tras entrar de cambio por Marco Fabián en un empate a 1 ante Club de Fútbol Pachuca. 
El 3 de febrero de 2023 anotó su primer gol en primera división, al anotar el último gol en una derrota de su equipo por 2-3 ante Bravos de Juárez.

### Atlético Morelia
De cara al Apertura 2023, el 8 de junio de 2023 se anuncia su llegada al Atlético Morelia.